# 니칵슈
니칵슈(산스크리트어: निचक्षु)는 쿠루 왕국의 마지막 국왕이자 밧사 왕국의 초대 국왕이다. 그는 자나메자야의 후손이자 밧사의 우다야나의 조상이었다.

## 역사성
하스티나푸르 발굴(1950년대) 중, 고고학자들은 기원전 1100년에서 기원전 800년 사이의 2기 층에서 초기 회색 유약 토기를 발견했다. 고고학자 B. B. 랄은 이 시기의 점유가 강에 큰 홍수가 발생하여 상당 부분의 정착지가 휩쓸려 갔으며, 이는 언덕의 침식 흔적으로 나타난다고 언급했다. 푸라나 경전 또한 니칵슈 재위 기간에 하스티나푸르를 휩쓴 대홍수를 확인해준다. G. R. 샤르마가 주도한 카우샴비 발굴(1957-59)에서 그들은 회색 유약 토기에 속하는 도자기를 발견했다. 이 유물들을 하스티나푸르와 같은 전형적인 회색 유약 토기 유적지에서 발견된 유물들과 비교했을 때, 카우샴비가 이 토기 역사에서 후기 단계를 대표한다는 것을 보여준다. 밧사의 왕이자 니칵슈의 후손인 우다야나는 붓다와 동시대 인물이었고, 홍수에 대한 고고학적 증거에 따르면 고고학자 B. B. 랄은 니칵슈의 통치 시기를 기원전 875년경으로 추정한다.

## 재위
그는 아버지인 아디시마크리슈나 왕의 뒤를 이었다. 푸라나에 따르면 갠지스강이 하스티나푸르를 휩쓴 후, 자나메자야의 5대손인 바라타족의 왕 니칵슈는 도시를 버리고 카우샴비에 정착하여 쿠루족의 밧사 분가를 개창했다. 이는 밧사에게 귀속된 스바프나바사바닷타와 프라티냐-야우간다라야나에 의해 뒷받침된다. 그는 우슈나가 뒤를 이었다.

## 같이 보기
- 쿠루 왕국
  - 하스티나푸르
    - 자나메자야
    - 파리크시트
- 회색 유약 토기 문화
- 밧사
  - 카우샴비
    - 우다야나